# Бараково (Кирилловский район)
Бараково — деревня в Кирилловском районе Вологодской области.
Входит в состав Чарозерского сельского поселения, с точки зрения административно-территориального деления — в Коротецкий сельсовет.
Расстояние до районного центра Кириллова по автодороге — 64,9 км, до центра муниципального образования Чарозера по прямой — 18 км. Ближайшие населённые пункты — Булыкино, Игнатьево, Коротецкая, Ромашево, Горка-1, Скребино, Спелово, Марковская.
По переписи 2002 года население — 54 человека (23 мужчины, 31 женщина). Преобладающая национальность — русские (91 %).